# Parafia św. Józefa w Mytkach
Parafia św. Józefa w Mytkach – parafia znajdująca się w diecezji kamienieckiej w dekanacie barskim, na Ukrainie. Liczy ok. 75 wiernych.
W Mytkach nie rezyduje obecnie żaden duchowny. Parafia obsługiwana jest przez księży z parafii św. Anny w Barze.

## Historia
W XVIII – XIX w. istniała tu kaplica filialna parafii św. Anny w Barze, przy której rezydował kapelan.